# Konrad Stäheli
Konrad Stäheli (ur. 17 grudnia 1866 w Egnach, zm. 5 listopada 1931 w Sankt Fiden) – szwajcarski strzelec, czterokrotny medalista olimpijski, dwukrotny medalista Olimpiady Letniej 1906. 69-krotny medalista mistrzostw świata; najbardziej utytułowany medalista mistrzostw świata w historii. We wszystkich zawodach strzeleckich zdobył co najmniej 117 medali.

## Życiorys
Wystąpił tylko na jednych igrzyskach olimpijskich (w Paryżu w 1900 roku). Brał udział w siedmiu konkurencjach, zdobywając trzy złote medale i jeden brązowy (po dwa w konkurencjach drużynowych i indywidualnych). Jedynie w dwóch konkurencjach zajmował miejsca poza pierwszą dziesiątką. Wystąpił także w sześciu konkurencjach na Olimpiadzie Letniej 1906, zdobywając jeden złoty i jeden srebrny medal. Dwa razy plasował się poza pierwszą dziesiątką. Ogółem na tych imprezach Szwajcar zdobył sześć medali (niektóre źródła podają jeszcze większą liczbę medali, co ma związek z Olimpiadą Letnią 1906, w której Stäheli zdobył trzy miejsca na podium w nieoficjalnych konkurencjach karabinu dowolnego). Stäheli nie brał udziału w igrzyskach olimpijskich w 1908 i 1912 (mimo że w tych latach zdobywał choćby medale mistrzostw świata).
Pierwsze medale mistrzostw świata Konrad Stäheli zdobył w 1898 roku i z wyjątkiem mistrzostw z 1903, w których w ogóle nie brał udziału, zdobywał je nieprzerwanie do 1914 roku. Ogółem wywalczył ich 69. W dorobku ma 41 złotych, 17 srebrnych i 11 brązowych medali. 44 medale osiągnął w konkurencjach indywidualnych, a pozostałe 25 w konkurencjach drużynowych. Ustanawiał przy tym 13 indywidualnych rekordów świata (aż siedmiokrotnie poprawiał rekord w tej samej konkurencji – było to strzelanie z karabinu dowolnego klęcząc z 300 metrów).
Po I wojnie światowej już nie brał udziału w zawodach o mistrzostwo świata. Po zakończeniu kariery poświęcił się pracy z młodymi strzelcami. Zmarł w 1931 roku.
Nikt nie pobił rekordu Szwajcara jeśli chodzi o zdobyte medale na mistrzostwach świata. Najbliżej tego osiągnięcia był jego rodak Karl Zimmermann (aktywny w latach 20., 30. i 40. XX wieku), który ma w swoim dorobku tylko dwa medale mniej – 67.
Jego osobie poświęcona jest książka Konrad Stäheli, der grösste Meister der Schiesskunst, napisana przez Adolfa Greutera. Po raz pierwszy została wydana w 1934 roku w Zurychu.
Pamięć o szwajcarskim mistrzu podtrzymywana jest w stołecznym Muzeum Strzelectwa w Bernie. Kolekcja trofeów Stäheliego i pamiątek po nim znajduje się w sali honorowej na pierwszym piętrze budynku.

## Wyniki

### Igrzyska olimpijskie (z Olimpiadą Letnią 1906)
| Igrzyska | Konkurencja                                     | Wynik                                         | Miejsce | Źródło |
| -------- | ----------------------------------------------- | --------------------------------------------- | ------- | ------ |
| IO 1900  | Karabin dowolny, trzy postawy, 300 m            | 881 pkt. (285–324–272)                        | 9       | [ 6 ]  |
| IO 1900  | Karabin dowolny, trzy postawy, 300 m, drużynowo | 4399 pkt.(druż.) 881 pkt. ind. (285–324–272)  |         | [ 7 ]  |
| IO 1900  | Karabin dowolny leżąc, 300 m                    | 285 pkt.                                      | 23      | [ 8 ]  |
| IO 1900  | Karabin dowolny klęcząc, 300 m                  | 324 pkt.                                      |         | [ 9 ]  |
| IO 1900  | Karabin dowolny stojąc, 300 m                   | 272 pkt.                                      | 14      | [ 10 ] |
| IO 1900  | Pistolet dowolny, 50 m                          | 453 pkt.                                      |         | [ 11 ] |
| IO 1900  | Pistolet dowolny, 50 m, drużynowo               | 2271 pkt. (druż.) 453 pkt. (ind.)             |         | [ 12 ] |
| OL 1906  | Karabin dowolny, trzy postawy, 300 m, drużynowo | 4617 pkt. (druż.) 946 pkt. ind. (328–340–278) |         | [ 13 ] |
| OL 1906  | Karabin dowolny, dowolna postawa, 300 m         | 238 pkt.                                      |         | [ 14 ] |
| OL 1906  | Karabin wojskowy, klęcząc lub stojąc, 300 m     | 174 pkt.                                      | 24      | [ 15 ] |
| OL 1906  | Pistolet dowolny, 50 m                          | 206 pkt.                                      | 4       | [ 16 ] |
| OL 1906  | Rewolwer wojskowy, 20 m (Gras 1873–1874)        | 192 pkt.                                      | 12      | [ 17 ] |
| OL 1906  | Rewolwer wojskowy, 20 m                         | 240 pkt.                                      | 4       | [ 18 ] |
| OL 1906  | Karabin dowolny leżąc, 300 m                    | brak danych                                   |         | [ 19 ] |
| OL 1906  | Karabin dowolny klęcząc, 300 m                  | brak danych                                   |         | [ 19 ] |
| OL 1906  | Karabin dowolny, trzy postawy, 300 m            | brak danych                                   |         | [ 19 ] |

### Medale mistrzostw świata
Opracowano na podstawie materiałów źródłowych:
| Mistrzostwa           | Konkurencja                                     | Wynik                                          | Miejsce |
| --------------------- | ----------------------------------------------- | ---------------------------------------------- | ------- |
| Turyn 1898            | Karabin dowolny klęcząc, 300 m                  | 322 pkt.                                       |         |
| Turyn 1898            | Karabin dowolny, trzy postawy, 300 m            | 904 pkt.                                       |         |
| Turyn 1898            | Karabin dowolny, trzy postawy, 300 m, drużynowo | 4216 pkt. (druż.) 904 pkt. (ind.)              |         |
| Loosduinen 1899       | Karabin dowolny klęcząc, 300 m                  | 328 pkt.                                       |         |
| Loosduinen 1899       | Karabin dowolny, trzy postawy, 300 m, drużynowo | 4528 pkt. (druż.)                              |         |
| Paryż 1900            | Karabin dowolny klęcząc, 300 m                  | 324 pkt.                                       |         |
| Paryż 1900            | Karabin dowolny, trzy postawy, 300 m, drużynowo | 4399 pkt. (druż.) 881 pkt. ind. (285–324–272)  |         |
| Paryż 1900            | Pistolet dowolny, 50 m, drużynowo               | 2271 pkt. (druż.) 453 pkt. (ind.)              |         |
| Paryż 1900            | Pistolet dowolny, 50 m                          | 453 pkt.                                       |         |
| Lucerna 1901          | Karabin dowolny klęcząc, 300 m                  | 339 pkt.                                       |         |
| Lucerna 1901          | Karabin dowolny, trzy postawy, 300 m, drużynowo | 4567 pkt. (druż.) 931 pkt. ind. (320–339–272)  |         |
| Lucerna 1901          | Pistolet dowolny, 50 m, drużynowo               | 2159 pkt. (druż.) 419 pkt. (ind.)              |         |
| Lucerna 1901          | Karabin dowolny, trzy postawy, 300 m            | 931 pkt. (320–339–272)                         |         |
| Rzym 1902             | Karabin dowolny klęcząc, 300 m                  | 350 pkt.                                       |         |
| Rzym 1902             | Karabin dowolny, trzy postawy, 300 m, drużynowo | 4484 pkt. (druż.) 913 pkt. ind. (311–350–252)  |         |
| Rzym 1902             | Pistolet dowolny, 50 m, drużynowo               | 2187 pkt. (druż.) 468 pkt. (ind.)              |         |
| Rzym 1902             | Pistolet dowolny, 50 m                          | 468 pkt.                                       |         |
| Rzym 1902             | Karabin dowolny, trzy postawy, 300 m            | 913 pkt. (311–350–252)                         |         |
| Lyon 1904             | Karabin dowolny, trzy postawy, 300 m            | 953 pkt. (314–331–308)                         |         |
| Lyon 1904             | Karabin dowolny, trzy postawy, 300 m, drużynowo | 4542 pkt. (druż.) 953 pkt. ind. (314–331–308)  |         |
| Lyon 1904             | Pistolet dowolny, 50 m, drużynowo               | 2333 pkt. (druż.) 467 pkt. (ind.)              |         |
| Lyon 1904             | Karabin dowolny klęcząc, 300 m                  | 331 pkt.                                       |         |
| Lyon 1904             | Karabin dowolny stojąc, 300 m                   | 308 pkt.                                       |         |
| Bruksela 1905         | Karabin dowolny, trzy postawy, 300 m, drużynowo | 4737 pkt. (druż.) 973 pkt. ind. (338–328–307)  |         |
| Bruksela 1905         | Karabin dowolny, trzy postawy, 300 m            | 973 pkt. (338–328–307)                         |         |
| Bruksela 1905         | Pistolet dowolny, 50 m, drużynowo               | 2393 pkt. (druż.) 488 pkt. (ind.)              |         |
| Mediolan 1906         | Pistolet dowolny, 50 m                          | 512 pkt.                                       |         |
| Mediolan 1906         | Karabin dowolny, trzy postawy, 300 m, drużynowo | 4716 pkt. (druż.) 958 pkt. ind. (336–328–294)  |         |
| Mediolan 1906         | Karabin dowolny leżąc, 300 m                    | 336 pkt.                                       |         |
| Mediolan 1906         | Pistolet dowolny, 50 m, drużynowo               | 2422 pkt. (druż.) 512 pkt. (ind.)              |         |
| Mediolan 1906         | Karabin dowolny klęcząc, 300 m                  | 328 pkt.                                       |         |
| Zurych 1907           | Karabin dowolny, trzy postawy, 300 m            | 987 pkt.                                       |         |
| Zurych 1907           | Karabin dowolny, trzy postawy, 300 m, drużynowo | 4848 pkt. (druż.) 987 pkt. ind. (345–339–303)  |         |
| Zurych 1907           | Karabin dowolny klęcząc, 300 m                  | 339 pkt.                                       |         |
| Zurych 1907           | Pistolet dowolny, 50 m, drużynowo               | 2395 pkt. (druż.) 495 pkt. (ind.)              |         |
| Zurych 1907           | Karabin dowolny leżąc, 300 m                    | 345 pkt.                                       |         |
| Zurych 1907           | Pistolet dowolny, 50 m                          | 495 pkt.                                       |         |
| Wiedeń 1908           | Karabin dowolny, trzy postawy, 300 m, drużynowo | 4616 pkt. (druż.)                              |         |
| Hamburg 1909          | Karabin dowolny, trzy postawy, 300 m            | 1009 pkt.                                      |         |
| Hamburg 1909          | Karabin dowolny leżąc, 300 m                    | 348 pkt.                                       |         |
| Hamburg 1909          | Karabin dowolny, trzy postawy, 300 m, drużynowo | 4840 pkt. (druż.) 1009 pkt. ind. (348–349–312) |         |
| Hamburg 1909          | Karabin dowolny klęcząc, 300 m                  | 349 pkt.                                       |         |
| Hamburg 1909          | Pistolet dowolny, 50 m, drużynowo               | 2450 pkt. (druż.) 510 pkt. (ind.)              |         |
| Hamburg 1909          | Pistolet dowolny, 50 m                          | 510 pkt.                                       |         |
| Loosduinen 1910       | Karabin dowolny klęcząc, 300 m                  | 363 pkt.                                       |         |
| Loosduinen 1910       | Karabin dowolny, trzy postawy, 300 m, drużynowo | 4918 pkt. (druż.) 1016 pkt. (ind.)             |         |
| Loosduinen 1910       | Karabin dowolny, trzy postawy, 300 m            | 1016 pkt.                                      |         |
| Rzym 1911             | Karabin dowolny, trzy postawy, 300 m            | 1052 pkt. (355–365–332)                        |         |
| Rzym 1911             | Karabin dowolny leżąc, 300 m                    | 355 pkt.                                       |         |
| Rzym 1911             | Karabin dowolny klęcząc, 300 m                  | 365 pkt.                                       |         |
| Rzym 1911             | Karabin dowolny stojąc, 300 m                   | 332 pkt.                                       |         |
| Rzym 1911             | Karabin dowolny, trzy postawy, 300 m, drużynowo | 5014 pkt. (druż.) 1052 pkt. ind. (355–365–332) |         |
| Rzym 1911             | Pistolet dowolny, 50 m, drużynowo               | 2425 pkt. (druż.)                              |         |
| Bajonna/Biarritz 1912 | Karabin dowolny, trzy postawy, 300 m            | 1078 pkt. (367–374–337)                        |         |
| Bajonna/Biarritz 1912 | Karabin dowolny leżąc, 300 m                    | 367 pkt.                                       |         |
| Bajonna/Biarritz 1912 | Karabin dowolny klęcząc, 300 m                  | 374 pkt.                                       |         |
| Bajonna/Biarritz 1912 | Karabin dowolny, trzy postawy, 300 m, drużynowo | 5172 pkt. (druż.) 1078 pkt. ind. (367–374–337) |         |
| Bajonna/Biarritz 1912 | Karabin wojskowy, trzy postawy, 300 m           | 498 pkt.                                       |         |
| Bajonna/Biarritz 1912 | Karabin dowolny stojąc, 300 m                   | 337 pkt.                                       |         |
| Camp Perry 1913       | Karabin dowolny, trzy postawy, 300 m            | 1030 pkt. (355–352–323)                        |         |
| Camp Perry 1913       | Karabin dowolny klęcząc, 300 m                  | 352 pkt.                                       |         |
| Camp Perry 1913       | Karabin dowolny, trzy postawy, 300 m, drużynowo | 4959 pkt. (druż.) 1030 pkt. ind. (355–352–323) |         |
| Camp Perry 1913       | Karabin dowolny leżąc, 300 m                    | 355 pkt.                                       |         |
| Camp Perry 1913       | Karabin dowolny stojąc, 300 m                   | 323 pkt.                                       |         |
| Viborg 1914           | Karabin dowolny leżąc, 300 m                    | 360 pkt.                                       |         |
| Viborg 1914           | Karabin dowolny klęcząc, 300 m                  | 357 pkt.                                       |         |
| Viborg 1914           | Karabin dowolny, trzy postawy, 300 m, drużynowo | 5025 pkt. (druż.) 1049 pkt. ind. (360–357–332) |         |
| Viborg 1914           | Karabin dowolny, trzy postawy, 300 m            | 1049 pkt. (360–357–332)                        |         |
| Viborg 1914           | Karabin dowolny stojąc, 300 m                   | 332 pkt.                                       |         |